# Сюзън Певънзи
Сюзън Певънзи (на английски: Susan Pevensie; родена 1928 г.) е героиня от фентъзи-поредицата „Хрониките на Нарния“ на К. С. Луис. Сюзън е по-голямата от двете сестри и втора по възраст от четирите деца от семейство Певънзи. Тя участва в три от седемте книги на поредицата - като дете в „Лъвът, Вещицата и дрешникът“ и „Принц Каспиан“, и като възрастна в „Брий и неговото момче“. Сюзън е спомената в „Плаването на „Разсъмване““ и „Последната битка“. Докато управлява Нарния от замъка Каир Паравел заедно със сестра си и братята си, тя е наречена Сюзън Благородната.

## Биография
Лъвът, Вещицата и дрешникът
В „Лъвът, Вещицата и дрешникът“ на Сюзън получава стрели от Дядо Коледа, както и магически рог, чрез който да търси помощ в трудности. Сюзън показва майсторство в стрелбата, но е съветвана да не влиза в битки, освен при голяма необходимост. Заедно със сестра си Луси, тя става свидетел на смъртта на Аслан и неговото възкресение на Каменната маса. След битката тя е коронована от Аслан като кралица Сюзън Благородната и споделя управлението с братята си, крал Питър и крал Едмунд, и сестра си, кралица Луси. Периодът на тяхното властване е считан за Златния век на Нарния. През цялата книга Сюзън е гласът на предпазливостта и здравия разум. Дори накрая, след няколко години, прекарани в Нарния, тя съветва против преследванео на Белия елен, страхувайки се от нарушаване на установения ред.
Принц Каспиан
Магическият рог на Сюзън играе важна роля в приключението на принц Каспиан. По времето на Каспиан рогът е древна реликва, дадена на бъдещия крал Каспиан X от учителя му, полу - джуджето магъосник доктор Корнелиус. Когато животът на принца бива заплашен от крал Мираз Узурпатора, Каспиан надува рога и децата от семейство Певънзи магически биват пренесени в Нарния от една железопътна гара. Използвайки лъка и стрелите, които намира сред руините на Каир Паравел, Сюзън доказва легендарното си майсторство в стрелбата, като побеждава отличния стрелец джуджето Тръмпкин в приятелско съревнование. Тя се противопоставя на вярата в присъствието на Аслан, която сестра ѝ Луси има, въпреки че по-късно си признава, че е знаела отначало. Аслан разпознава в нея униние, породено от вслушване в страховете, но дъхът му скоро възвръща вярата ѝ и тя отново се потапя в приключението им толкова дълбоко, колкото и в първата книга. В края на „Принц Каспиан“ Аслан казва, че Сюзън и Питър никога повече няма да се върнат в Нарния, защото са пораснали.
Плаването на „Разсъмване“
В „Плаването на „Разсъмване““ Сюзън придружава родителите си до Америка, докато Питър бива обучаван от професор Дигъри Кирк, а Едмънд и Луси остават при роднинското семейство Скруб. Сюзън е считана за красавицата в семейството, което кара Луси да се чувства несигурна в себе си. Само намесата на Аслан помага на Луси да се противопостави на изкушението да направи магия за красота, надхвърляща представите на смъртните, заради която Луси би злорадствала.
Брий и неговото момче
В „Брий и неговото момче“ Сюзън има малка роля. Тя е описана като нежна дама с коса до краката. Шаста я намира за най-красивата жена, която е виждал. Помолена да се омъжи за принц Рабадаш, но отказва и това осигурява на Тисрок претекст да обяви война на Нарния.
Последната битка
В „Последната битка“ Сюзън е забележителна с отсъствието си. Питър казва, че тя вече не е приятел на Нарния, и, по думите на Джил Поул, тя се интересува само от чорапогащи и червила. Юстас Скруб предава думите на Сюзън: „Какви невероятни спомени имате! Колко хубаво, че още мислите за забавните игри, които играехме като деца.“ Така Сюзън не влиза в истинската Нарния на края на поредицата. Спорно е дали отсъствието на Сюзън е постоянно, защото Луис пише в писмо до свой млад почитател, че историята на Сюзън не е приключена.

## Интерпретации
Образът на Сюзън е обсъждан много. Освен ролята ѝ заедно с Луси в паралела с жените, първи открили въздигналия се Цар, Луис може би е възнамерявал тя да олицетворява добрите семена, задушени от плевелите в притчата за сеяча от „Евангелието на Матей“. Отричането на Сюзън от Нарния поражда критика, особено от коментатори-феминисти, които обръщат внимание на завършека на ролята ѝ. Te твърдят, че това показва страх или омраза към женския пол от страна на Луис, твърдения, често свързани и с други примери за ролята на жени и момичета в поредиицата. От друга страна са реалистичните и положителни женски образи като Аравис в „Брий и неговото момче“ и Джил Поул в „Сребърният стол“, и двете приети в страната на Аслан.
В самата история героинята Лейди Поли, която в „Последната битка“ е вече възрастна дама, твърди, че идеята на Сюзън е да бяга към най-безсмислените години в живота си колкото се може по-бързо, а после да остане там колкото се може по-дълго. Провалът на Сюзън се дължи на суета и измамната юношеска самонадеяност. В противовес е сестра ѝ Луси като бляскав пример за силната детска вяра.
Спори се, че майчината природа на Сюзън развива у нея самоувереност, която не ѝ позволява да последва Аслан. В тази интерпретация Луис възнамерява Сюзън да представлява онези, чиято вяра е излиняла под силата на сивото ежедневие.
Поддръжниците на Луис сочат още, че другите деца навлизат в новата Нарния (олицетворяваща вечния Рай), защото умират в железопътен инцидент, докато Сюзън остава жива в човешкия свят. Няма доказателство, че тя е била завинаги прогонена. Важни са и думите на Аслан в края на „Лъвът, Вещицата и дрешникът“: „Който веднъж е бил крал или кралица на Нарния, ще си остане крал или кралица на Нарния завинаги.“
Фантастът Нийл Геймън разглежда този въпрос в разказа си от 2004 г. „Проблемът на Сюзън“, в който теми са насилието и сексуалността на възрастните. Вече остаряла жена, „професор Хейстингс“, се мъчи с травмата от смъртта на семейството си при железопътна катастрофа. Малкото име на жената не е разкрито, но тя споменава брат си „Ед“, и така се подразбира, че това е Сюзън Певънзи като възрастна. Това е критиката на Геймън към Луис за отношението му към Сюзън.